# Dado (araldica)
In araldica il dado simboleggia liberalità, fortuna e vittoria.
Il dado utilizzato è quello con sei facce con i numeri dall'1 al 6. 

Dado sormontato da un compasso (stemma del comune di Sesto Calende)
Dado d'azzurro (Chaudeney-sur-Moselle, Francia)